# Lutkówka-Kolonia
Lutkówka-Kolonia is een plaats in het Poolse district  Żyrardowski, woiwodschap Mazovië. De plaats maakt deel uit van de gemeente Mszczonów en telt 80 inwoners.